# Prionotus beanii
Prionotus beanii är en fiskart som beskrevs av Goode, 1896. Prionotus beanii ingår i släktet Prionotus och familjen knotfiskar. Inga underarter finns listade i Catalogue of Life.